# The Spamhaus Project
The Spamhaus Project est une organisation internationale non gouvernementale située à Londres et à Genève, et fondée par Steve Linford (en) en 1998, dont l'objet est de traquer les polluposteurs (spameurs) et les activités relatives aux spams. 
Son nom est inspiré du jargon spamhaus, mot pseudo-allemand inventé par Linford pour désigner les fournisseurs d'accès Internet (FAI) ou autres sociétés qui émettent des courriels indésirables ou en facilitent la diffusion.
Son objectif est de fournir une protection en temps réel contre le pourriel aux réseaux opérant sur Internet et de travailler en coopération avec les autorités chargées de la répression contre le crime organisé pour identifier et engager des poursuites envers les bandes de polluposteurs et de logiciels malveillants dans le monde entier. Spamhaus s’engage aussi dans l’orientation des pouvoirs publics pour la mise en place d’une réglementation efficace contre le pollupostage.

## Fonctionnement
Spamhaus gère et fournit un accès à des listes d'adresses IP référencées comme génératrices de spam ou de diffusion de logiciels malveillants. Ces adresses peuvent ainsi être bloquées par les administrateurs de serveurs de messagerie.
Les listes principales sont :
- Spamhaus Block List (SBL) : le pollupostage ;
- Exploits Block List (XBL) : le piratage informatique ;
- Policy Block List (PBL) : le routage malveillant ;
- Domain Block List (DBL) : les domaines suspects (depuis mars 2010) ;
- Botnet Controller List (BCL) : les réseaux opérés par des criminels (depuis juin 2012).
- Combined Spam Sources (CSS) : les réseaux de mauvaise réputation.

Auxquelles s'ajoutent depuis octobre 2010 les listes blanches Spamhaus White List (SWL) et Domain White List (DWL) contenant des adresses IP et noms de domaines réparties en 3 groupes : approuvées, suspectes et inconnues.